# High Guardian Spice
High Guardian Spice  es una serie de televisión de animación estadounidense en streaming creada por Raye Rodríguez, que anteriormente trabajó para Danger & Eggs como diseñadora de personajes. La serie está producida por Crunchyroll Studios (antes llamada Ellation) y originalmente iba a ser la primera serie original de Crunchyroll antes de que se retrasara unos dos años. La serie se estrenó en Crunchyroll el 26 de octubre de 2021.

## Argumento
Un grupo de cuatro jóvenes que asisten a la High Guardian Academy y se están entrenando para convertirse en guardianas de West City. Al mismo tiempo se enfrentan a amigos, enemigos y traiciones, mientras intentan protegerlo todo de una amenaza desconocida contra el mundo.

## Personajes

### Personajes principales
- Rosemary (con la voz de Briana Leon)[12] - Una humana que tiene el pelo rosa y quiere convertirse en guardiana pase lo que pase. Es descarada y audaz, y quiere tomar la espada de su madre y seguir sus pasos.
- Sage (con la voz de Lauren White)[3] - Una chica mágica humana y una bruja que tiene el pelo azul y usa magia antigua. A menudo tiene problemas con la escuela centrada en la Magia Nueva (o Magia Moderna), ya que se opone a esta por la crianza inculcada por su madre de utilizar únicamente Magia Antigua (o Magia Tradicional).
- Parsley (con la voz de Amber Romero)[5] - Una enana y una chica mágica con el pelo rubio. También trabaja como herrera.
- Thyme (con la voz de Michelle Deco)[3] - Una chica mágica de pelo rojo que es una elfa arquera muy hábil. Está empeñada en salvar su hogar de una misteriosa dolencia llamada la Pudrición (o Podredumbre).

### Personajes secundarios
- Lavender (con la voz de Liisa Lee)[12] - La madre de Rosemary, que tiene el pelo de color lavanda y fue una conocida como una importante guardiana.
- Amaryllis (con la voz de Katie McVay )[5] - Una chica humana engreída, rica y malvada, de pelo morado, que va a la misma academia. La mejor amiga de Snapdragon.
- Snapdragon (con la voz de Julia Kaye)[5] - Un estudiante humano sarcástico y torpe, y amigo de Amaryllis, con el pelo rojo que va a la misma academia. Un chico inconforme con su propio cuerpo masculino queriendo ser una chica.
- Mandrake (con la voz de AJ Beckles)[12] - Un cambiaformas humano y brujo.
- La tríada (con la voz de Salli Saffioti )[13] - Las directoras humanas de la academia, las cuales son inmortales. Una parece joven, otra parece de mediana edad y la última parece anciana.
- Profesor Harkone (con la voz de Anthony Brandon Walker)[3] - Un profesor humano que enseña tácticas de batalla cuerpo a cuerpo.
- Parnelle (con la voz de Barbara Goodson)[12] – El estudiante humano más joven de la academia y un niño prodigio de 10 años.[14]
- Neppy Cat (con la voz de Cam Clarke )[3] - Un gato doméstico cerca de la academia que tenía poderes secretos.
- Slime Boy (con la voz de Julian Koster )[12] - Un chico brujo humano y estudiante de segundo año que ama a los monstruos y es músico.
- Profesor Caraway (con la voz de Raye Rodríguez)[12] - Un hombre transgénero, profesor humano que imparte una clase sobre alfabetos sagrados y es un guardián poderoso, siendo el compañero de Lavender.
- Moss Phlox (con la voz de Audu Paden)[15] - Un profesor sátiro que enseña herrería y es guardián.
- Fennel (con la voz de Audu Paden)[16] - El padre de Rosemary que tiene el pelo violeta.
- Chicory (voz de AJ Beckles)[17] - El hermano de Rosemary que tiene cabello lavanda.[3]
- Anise (con la voz de Haviland Stillwell)[18][19] - La prima lesbiana de Sage.
- Aloe (con la voz de Joy Lerner )[20] - La esposa elfa lesbiana de Anise.
- Wyverna Dretch (con la voz de Haviland Stillwell)[21][22] - Una profesora diabólica que imparte una clase de ética en la academia.
- Olive (con la voz de Stephanie Sheh)[23] - Una chica gato que trabaja para el triunvirato. Ella es una hábil asesina.
- Grog (con la voz de Audu Paden)[24] - Una criatura que se ve en el campus de la academia.
- Redbud (con la voz de Barbara Goodson)[25] - Una profesora de ciencias en la academia que pone en riesgo a sus alumnos, incluso arriesgando sus vidas, para "ponerlos a prueba".
- Flora (con la voz de Cindy Robinson)[26] - Madre de Thyme que la visita en la ciudad.
- Cara de humo (con la voz de Audu Paden)
- Cal (con la voz de SungWon Cho )[27] - Un estudiante de la academia que es transfóbico con Snapdragon y se burla de su disforia.
- Mamá de Sage (con la voz de Michelle Deco)[28] - La madre de Sage que aparece en un episodio.
- Papá de Sage (con la voz de AJ Beckles)[29] - El padre de Sage que aparece en un episodio.
- Angie (con la voz de Wendee Lee)[30] - Madre de Parsley y muchos niños. Casada con Sorrel.
- Sorrel (con la voz de Cam Clarke)[31] - Padre de Parsley y muchos niños. Casado con Angie.
- Zinnia (con la voz de Cindy Robinson)[32] - Estudiante de la academia que quería evitar el peligro.
- Kino (con la voz de Raye Rodríguez)[33] - Un gato en la academia.
- Demonio (con la voz de SungWon Cho)[34] - Un demonio al que Thyme intenta apelar para poder hablar con su padre.
- Kelp (con la voz de SungWon Cho)[35] - Una sirena que conocen Parsley, Thyme, Sage y Rosemary.
- Coral (voz de Haviland Stillwell)[36] - Una sirena de la que Thyme está enamorada.
- Hawthorn (con la voz de Audu Paden)[37] - Padre de Snapdragon que le empujó para ser "fuerte" como "un chico".
- Yarrow (con la voz de Audu Paden)[38] - Hermano de Snapdragon que se burló de él por ser "una niña".
- Elodie (con la voz de Karen Strassman)[39] - Sirena en la academia submarina con Kelp y Coral. Ayudada por Parsley, Sage, Rosemary, and Thyme.
- El triunvirato (con la voz de Audu Paden)[40] - El misterioso grupo gobernante que aparece al final de la serie y son presumiblemente villanos.

## Producción y lanzamiento
En 2013, Rodríguez tuvo la primera idea de la serie y la presentó a Frederator Studios, pero fue rechazada. Más tarde, la idea fue presentada a Crunchyroll en 2016, se convirtió en un cómic en 2017 y se volvió a presentar en 2018, cuando Marge Dean empezó a trabajar en Crunchyroll, convirtiéndose en una serie de televisión.
Según el currículo de Claire Stenger, co-desarrolladora, escritora y coeditora de la serie, trabajó en los documentos de lanzamiento, ayudó en las sesiones de VO, dio notas y ayudó en la escritura, entre septiembre de 2017 y octubre de 2018. En un principio, la serie iba a estrenarse a principios de 2019, pero se retrasó. El espectáculo concluyó su producción en otoño de 2019, como señaló Raye Rodríguez, el creador de la serie, y Anime News Network, a pesar de que Crunchyroll incumplió los plazos de estreno en 2019 y 2020 El crítico de ANN, Callum May, declaró que la reacción negativa de algunas personas a la serie fue el motivo de la falta de comunicación o lanzamiento de la serie y argumentó que Crunchyroll tiene un "problema de comunicación" interno y externo. Rodríguez declaró que había producido "doce episodios de 22 minutos" del programa en su página web oficial. Este número de episodios se confirmó con el anuncio oficial de la fecha de estreno de la serie en octubre de 2021. Aparte de Rodríguez, que es un hombre trans, la serie contaba con una sala de guionistas compuesta en su totalidad por mujeres, y un equipo de trabajo 50% femenino, y "muy diverso desde el punto de vista étnico y LGBTQ+", según la directora de Crunchyroll Studios, entonces llamada Ellaton Studios, Margaret Dean.
El 25 de febrero de 2020, Crunchyroll publicó un tráiler de 8 series originales, entre ellas High Guardian Spice.
El 4 de septiembre de 2020, Ethan Supovitz de CBR describió la serie como un próximo proyecto original de Crunchyroll que saldría en 2020, pero no dio una fecha exacta. Ese mismo mes, se reveló que Kristle Peluso, que también fue guionista de Onyx Equinox y de la segunda temporada de gen:LOCK, era guionista de la serie. El 15 de noviembre de 2020, Constance Sarantos, de CBR, escribió un artículo en el que abogaba por que Crunchyroll estrenara la serie, y en el que esta última guardaba silencio sobre la fecha de estreno del programa, señalando que recibió reacciones negativas cuando se anunció inicialmente, pero que el retraso parece ridículo a estas alturas.
El 13 de mayo de 2021, Rodríguez dijo a la gente que estuviera "atenta" a las noticias sobre la serie más adelante en el verano.
En junio de 2021 se anunció que en la feria virtual Crunchyroll Expo 2021, que tendrá lugar del 5 al 7 de agosto de 2021, habrá "novedades" sobre la serie, concretamente en el Crunchyroll Industry Panel del 6 de agosto. El mismo mes, Anime News Network declaró que el programa recibirá una "nueva fecha de lanzamiento en el verano de 2021" y no se han anunciado otros programas del estudio además de High Guardian Spice. El 6 de agosto de 2021, se lanzó un avance de la serie, junto con un nuevo arte de los personajes de la serie En el anuncio, no se indicó la fecha de lanzamiento, solo que se estrenará pronto y que la serie tenía influencias de chicas mágicas .
El 21 de septiembre de 2021, Crunchyroll incluyó el programa como parte de su programación de otoño de 2021.
El 10 de octubre de 2021, Crunchyroll reveló la fecha de lanzamiento el 26 de octubre de 2021 y la lista de actores. La serie tuvo un debut de 12 episodios. Antes del estreno de la serie, la revista Animation Magazine dijo que Rodríguez quiere hacer del mundo un "lugar más amoroso y empático compartiendo historias fantásticas sobre personajes queer, diversos y reconocibles".
En una entrevista de noviembre de 2021, Rodríguez señaló que se inspiró en Magic Knight Rayearth, Sailor Moon, Petite Princess Yucie y Little Witch Academia, y describió la serie como un "estilo híbrido de dibujos animados orientales y occidentales". También elogió al reparto y al equipo de la serie, destacó la representación de varios tipos de cuerpos en la serie, y argumentó que el mensaje de la serie es que ser un Guardián significa arriesgar tu vida para defender lo que crees, mientras que los protagonistas "tienen que decidir por sí mismos si este es realmente el camino que quieren recorrer."  Rodríguez también dijo que las advertencias de contenido antes de los episodios no se pusieron por él, y que la serie no es "un programa para adultos" y que, aunque hay palabras malsonantes y sangre leve, no es para "público maduro solamente".
En enero de 2022, Rodríguez reveló que la serie tenía "un presupuesto significativamente bajo para los estándares de la animación estadounidense", diciendo que muchos de los problemas que la gente atribuía a la serie, en términos de escritura y arte, podían "atribuirse a este bajo presupuesto". Añadió que, aunque la serie estaba en Crunchyroll, era un dibujo animado creado con un proceso de producción similar al de animaciones estadounidenses como las de Cartoon Network, y describió la serie como ambiciosa desde el punto de vista artístico dentro del calendario y el presupuesto que se le había proporcionado. También afirmó que Onyx Equinox aprendió de los errores cometidos en la serie y se unió a ella, pero que contaba con "gran parte del mismo equipo y de la misma línea de producción", e instó a la gente a pensar en lo que ocurría entre bastidores mientras pensaba en quién empezó a odiar la serie.

## Representación LGBT
La serie cuenta con varios personajes LGBTQ. Anise, la prima de Sage, está casada con una mujer elfa llamada Aloe, y la voz de Anise la pone Haviland Stillwell, una mujer lesbiana. El profesor Caraway, profesor de la Academia de los Altos Guardianes, es un hombre trans. En el tercer episodio, "Transformaciones", se revela que es un hombre trans, y le pone voz la creadora de la serie, Raye Rodríguez. Snapdragon es una mujer trans. A lo largo de la serie, Snapdragon "Snap" descubre quién es y Caraway le ayuda a avanzar hacia la transición de género. La actriz de voz de Snap, Julia Kaye, confirmó que Snap es una mujer trans y que Rodríguez se basó en ella para algunos aspectos del personaje. Rodríguez confirmó además que Snap es una mujer trans. La serie también incluye a miembros del reparto LGBTQ como Cam Clarke, abiertamente gay (que da voz a Neppy Cat y Sorrel) y Julian Koster, ambiguamente queer (que da voz a Slime Boy).
En octubre de 2021, Rodríguez se describió como "apasionado por contar historias diversas e inclusivas" y señaló que quería compartir "historias fantásticas sobre personajes queer, diversos y relatables."  En una entrevista de noviembre de 2021, Rodríguez señaló la importancia de la representación y expresó su optimismo por la inclusión en la animación. Además, elogió a Crunchyroll por no haber dado ningún empujón a la representación LGBTQ en la serie, añadiendo que en el mundo de High Guardian Spice, la gente es "generalmente mucho más fría con las personas LGBTQ+ que en la vida real".

## Recepción

### Prelanzamiento
En marzo de 2020, John Witiw, de CBR, dijo que la serie les recordaba a RWBY, Mysticons y Harry Potter, al tiempo que señaló que los nombres de los personajes son una referencia a "Scarborough Fair", una balada folclórica inglesa popularizada por Simon & Garfunkel. Otro crítico, Ethan Supovitz, también de CBR, dijo que la serie tiene "muchas influencias del anime", a la vez que mezcla la animación oriental y occidental, calificándola de reminiscencia de  Steven Universe, The Owl House y Dungeons & Dragons .
El anuncio del programa -y la implicación de que Crunchyroll empezaba a producir sus propios medios en lugar de anime y otros contenidos asiáticos- desató la polémica entre la comunidad del anime. Tom Capon, de Gay Star News, describió a Rodríguez como la "fuerza creativa" detrás de la serie, señalando que estará "al frente de una sala de guionistas totalmente femenina". Callum May, de Anime News Network, escribió que debido a la respuesta de algunos a la presentación de la serie, Crunchyroll parecía haber aplazado el lanzamiento de la serie durante casi dos años.

### Posteriores al lanzamiento
Las respuestas a la serie fueron entre mixtas y negativas. En muchos sitios de reseñas públicas, la serie fue criticada por su animación, sus temas y su historia, y recibió críticas muy negativas. Otros críticos fueron en general más positivos. Chiaki Hirai reseñó el primer episodio para Anime Feminist, describiéndolo como una serie cómoda y "agradable", alabó la ambientación y la historia de la serie, y dijo que destaca la "positividad LGBTQ explícita". Sin embargo, criticó la falta de subtítulos en inglés, diciendo que dificulta el visionado de la serie a las personas con problemas de audición. Evan Valentine, en un artículo para ComicBook.com, describió la serie como una "estética única". Jade King, de The Gamer, describió la serie como algo que no tiene "miedo de mostrar su identidad queer" y calificó a los personajes de "brillantes, coloridos y cariñosos". Samuel Gachon, de Collider, dijo que las series inspiradas en el anime como High Guardian Spice y RWBY "no siempre son geniales". Madeline Carpou, de The Mary Sue, fue más crítica y describió la serie como "de medio pelo" y argumentó que la calidad del programa era variable, pero alabó la representación LGBTQ de la serie y dijo que en última instancia le gustaba.

## Franquicia

### Mercancías
El 12 de noviembre de 2021, Crunchyroll anunció que se podía comprar un conjunto de pines de los personajes Rosemary, Sage, Parsley y Thyme, en el estilo chibi de los créditos finales del programa, en la tienda en línea de la compañía.

### Recetas
El 10 de diciembre de 2021, Crunchyroll compartió cuatro recetas inspiradas en el programa que van desde "golosinas dulces a saladas".